# Dielinger Klei
Der Dielinger Klei, im Volksmund angelehnt an seine Ostkuppe meist nur Klei genannt, ist eine 91,8 m ü. NHN hohe Erhebung der Stemmer Höhen. Er liegt bei Dielingen im nordrhein-westfälischen Kreis Minden-Lübbecke.

## Geographie

### Lage
Der Dielinger Klei erhebt sich, wie auch der ostnordöstlich befindliche Stemweder Berg, im Naturpark Dümmer. Er liegt größtenteils in der Gemarkung des nördlich gelegenen Dielingen; untere Teile der Ostflanke der Ostkuppe Klei gehören zu der des östlich befindlichen Haldem und solche der gemeinsamen Südflanke beider Hauptkuppen zu jener des südwestlich liegenden Drohne. Die drei Ortschaften sind Gemeindeteile von Stemwede. Etwas entfernt liegt im Nordosten, jenseits von Dielingen, im benachbarten niedersächsischen Landkreis Diepholz die Gemeinde Stemshorn.

### Naturräumliche Zuordnung
Der Dielinger Klei gehört in der naturräumlichen Haupteinheitengruppe Dümmer-Geestniederung (Nr. 58), in der Haupteinheit Rahden-Diepenauer Geest (582) und in der Untereinheit Stemmer Höhen (582.0) zum Naturraum Wehdemer Vorland (582.02). Die Landschaft leitet nach Norden und Osten in den Naturraum Stemmer Berge (582.00) und nach Süden und Westen in den Naturraum Hunte-Talsandflächen (582.20) über.

### Erhebungen
Der Dielinger Klei erhebt sich bis zu 50 m aus der Umgebung und ist mit seiner Westkuppe maximal 91,8 m hoch; in Gipfelnähe ist auf der Deutschen Grundkarte eine 91,7 m hohe Stelle verzeichnet. Seine Klei genannte Ostkuppe ist 88,3 m hoch. Kleiausläufer liegen meistens nur zirka 5 m über dem Umland. Neben seinen Hauptkuppen gibt es ein paar Ausläuferkuppen.

### Fließgewässer
Auf und am Dielinger Klei gibt es keine größeren Fließgewässer; allerdings wird die Landschaft durch zahlreiche künstlich angelegten Fließgewässer entwässert. Die Hunte fließt etwa 4 km westlich vorbei und mündet dann in den etwa 6 km nordnordwestlich der Erhebung liegenden Dümmer Dümmer.

## Landschaftsbild und -schutz
Der zweikuppige Dielinger Klei hat eine ungefähr ovale Form. Er ist in Nord-Süd-Richtung etwa 1000 m breit und in der Ost-West-Ausdehnung etwa doppelt so lang; mit den Südwestausläufern, die sich bis in den Ort Drohne und auf das Südfeld erstrecken, beträgt die Nord-Süd(west)-Ausdehnung maximal 2000 m. Die Erhebung wird größtenteils landwirtschaftlich genutzt. Auf dem Südhang befindet sich ein kleines Biotop, und der nördliche Abhang ist mit „Krusen Busch“ und „Wichhausen Busch“ bewaldet. Nach Osten hin fällt die Landschaft in den Ort Haldem bis zur Hauptstraße ab, und von dort an steigt das Gelände zum Stemweder Berg an. Nach Norden fällt sie in den namengebenden Ort Dielingen ab.

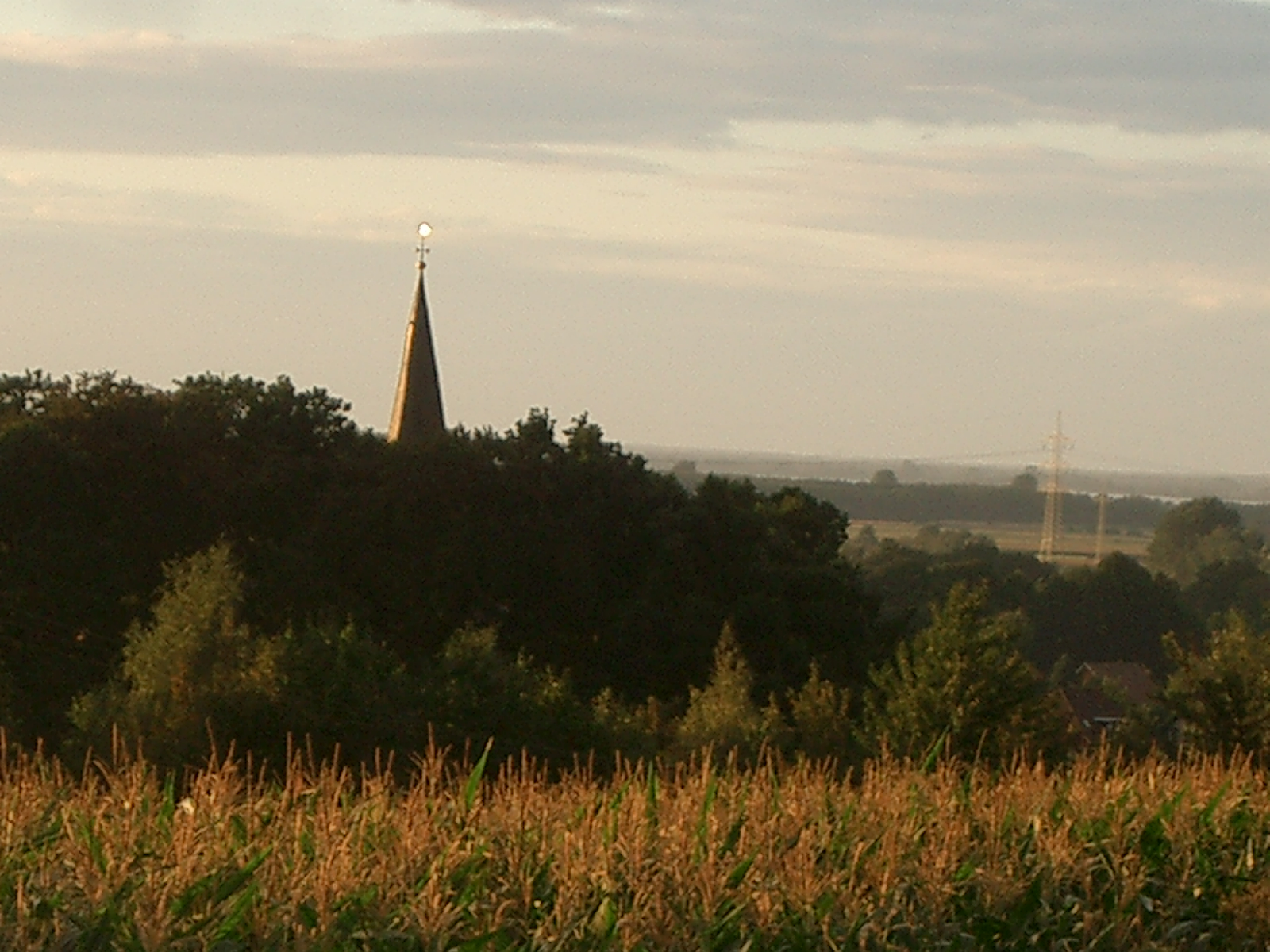
Blick vom höchsten Punkt des Dielinger Kleis zum Dielinger Kirchturm mit dem Dümmer im Hintergrund

Auf dem Dielinger Klei liegen Teile des Landschaftsschutzgebiets Altkreis Lübbecke (CDDA-Nr. 555560792; 1965 ausgewiesen; 324,3762 km² groß).

## Sehenswertes und Kulturelles
Auf dem unteren Teil des Nordhangs der Dielinger Klei befinden sich in Dielingen unter anderem der Dielinger Friedhof und die evangelische Kirche St.-Marien zu Dielingen. Das heutige Bauwerk wurde um 1225 errichtet; der älteste Vorgängerbau stammt aus der Zeit um 800 und ist somit etwa so alt wie die ersten Dome in Köln, Paderborn, Osnabrück und Minden. Dielingen wurde also eine der ältesten Pfarreien im heidnischen, von Karl dem Großen eroberten Sachsen. In der Kirche gibt es ein Fenster aus der Zeit um 1900, welches „Jesus auf dem Klei“ zeigt. Im auf der Klei-Ostflanke gelegenen Waldstück Wichhausen Busch befindet sich in der Gemarkung Haldem der Meyerhof der Familie Meyer zu Wichhausen, der einer der ersten Höfe in Haldem war. Auf dem Südsüdwesthang des südwestlichen Ausläufers liegt der Drohner Friedhof.

## Aussichtsmöglichkeiten
Bis zum Ersten Weltkrieg stand auf dem Klei ein Aussichtsturm aus Holz, von dem man bei guter Sicht einen sehr guten Überblick über die Umgebung hatte. Obwohl der Turm abgetragen wurde, bieten sich bei entsprechenden Sichtbedingungen oft gute Aussichtsmöglichkeiten; man sieht den Dümmer, den Stemweder Berg, die Dammer Berge, die Ankumer Höhe, das Wiehengebirge und die Porta Westfalica mit dem Kaiser-Wilhelm-Denkmal an der Porta Westfalica und den Teile des Kreises Minden-Lübbecke.

## Sage
Es gibt eine Sage zur Entstehung des Dielinger Kleis: Ein Riese kam auf seiner langen Wanderschaft durch das heutige Stemwede und musste sich ausruhen, weil ihm die Füße wehtaten. Er zog seine Schuhe aus und kippte den darin befindlichen Sand aus, um besser laufen zu können. So entstand die Erhebung.